# Sea Service Ribbon
Les Sea Services Ribbons sont des décorations américaines, initialement militaires, pouvant être décernées à certains personnels des forces armées des États-Unis justifiant d'un service à bord d'une unité maritime. À l'origine créée pour l'US Navy et l'US Marine Corps, la récompense s'est ensuite étendue à l'US Army et à l'US Coast Guard, puis à d'autres services du département de la défense ou de l'administration civile.

## Histoire

### Sea Service Deployment Ribbon
Le premier type de Sea Service Ribbon est créé en mai 1980 pour l'US Navy et l'US Marine Corps sous le nom de Sea Service Deployment Ribbon (SSDR). Rétroactif au 15 août 1974, sa mise en place est décidé par le département de la marine afin de compenser la perte de la National Defense Service Medal mise en sommeil dans cette période. Le SSDR peut être décerné à tout membre de la Navy ou des marines affecté sur une unité projetable telle qu'un navire ou un sous-marin mais également les aéronefs de l'aéronavale et qui y est déployé sur une période de 90 jours consécutifs, ou 80 jours non consécutifs sur une période de 12 mois, ou 6 mois sur territoire étranger loin du port d'attache.
Lorsque l'équipage complet et attitré d'un navire est récompensé, le bâtiment est autorisé à peindre le motif du Sea Service Deployment Ribbon sur les côtés bâbord et tribord de sa rambarde de poupe. Lorsqu'il s'agit d'une unité aéronavale, celle-ci peut faire de même sur les hangars abritant ses aéronefs.

### Army Sea Duty Ribbon
Créé le 17 avril 2006 et rétroactif au 1er août 1952, le Army Sea Duty Ribbon (ASDR) est destiné à récompenser les hommes de l'armée de terre justifiant de deux années cumulées de service sur un navire de l'US Army. Le service sur un bâtiment de la Navy, de l'US Coast Guard ou de la NOAA peut également être pris en compte si la présence à bord est justifiée par une mission active homologuée par le bureau des soldes. Des attributions supplémentaires de l'ASDR sont possibles à chaque fois qu'un récipiendaire cumule deux nouvelles années de service en mer.
Les soldats de l'armée de réserve et de l'Army National Guard sont éligibles pour le Sea Duty Ribbon. Ils doivent, pour obtenir la récompense, avoir réalisé 25 jours de service en mer par an sur une période de deux ans d'affectation dans une unité de l'Army ainsi que deux exercices annuels sur la même période. Une mission en mer de 90 jours consécutifs permet également d'obtenir le ruban. Comme pour les militaires de l'armée d'active, si les critères sont à nouveau réunis après avoir été récompensé une première fois, des rubans supplémentaires peuvent être attribués.

### Coast Guard Sea Service Ribbon
Créé en 1984 pour distinguer le service maritime des gardes-côtes, le Coast Guard Sea Service Ribbon (CGSSR) est attribué aux hommes ayant cumulé plus de douze mois de service sur une vedette de l'US Coast Guard. Le service sur un navire de la Navy peut également donner lieu à l'attribution du ruban s'il s'agit d'une mission sous commandement de l'US Coast Guard. Un nouveau cumul de douze mois de service maritime donne lieu à une récompense supplémentaire.

### Navy Reserve Sea Service Ribbon
Alors que l'Army attribue le même ruban que l'armée d'active à ses réservistes, la réserve de la Navy utilise elle son propre ruban, distinct du Sea Service Deployment Ribbon. Créé en mai 1986, il récompense les hommes de l'United States Navy Reserve ayant cumulé 24 mois de service à bord d'un bâtiment de la flotte de réserve.

### NOAA Corps Sea Service Deployment Ribbon
Décoration principalement militaire, le Sea Service Ribbon est cependant également utilisé par la National Oceanic and Atmospheric Administration (NOAA), administration civile chargée de l'étude des océans et de l'atmosphère. Établi en 2002, il est décerné aux hommes du NOAA et du Public Health Service (en) justifiant un cumul de douze mois de service maritime incluant un déploiement de 90 jours consécutifs. Comme pour les corps précédents, la répétition des critères d'attribution entraîne la remise de rubans supplémentaires. Avant la création du ruban de la NOAA, celle-ci utilisait le SSDR de la Navy.

## Description
Les Sea Service Ribbons sont des prix et non des médailles, aucun insigne métallique ne leur sont donc attachés. Le ruban original de la Navy est composé d'une bande centrale bleu ciel encadrée de deux bandes bleu marine plus fine. De part et d'autre de la bande centrale, de l'intérieur vers l'extérieur, se succèdent trois bandes jaunes, rouges et bleu marine. L'Army Sea Duty Ribbon reprend la même disposition et les mêmes couleurs mais les deux bandes extérieure bleu marine sont amincies et la bande centrale bleue ciel élargie. Sur cette dernière a été ajoutée un liseré jaune encadré par deux liserés bordeaux.
Le Coast Guard Sea Service Ribbon reprend lui aussi la composition du ruban de la Navy. Les proportions des bandes sont conservées mais la bande centrale est plus claire et porte un liseré blanc. Le ruban du NOAA est composé de la même manière, à la différence que les couleurs sont éclaircies et que le liseré central blanc devient bleu marine et encadré par deux fins liserés blancs. Quant au Navy Reserve Sea Service Ribbon, il adopte un dessin complètement différent des autres rubans : une bande centrale bleu marine est encadrée par deux liserés jaunes. De part et d'autre du dispositif central, deux larges bandes bleu ciel sont traversées par deux plus fines bandes rouges.
En cas d'attributions multiples, les Sea Service Ribbons peuvent être agrémentés de Service Stars à raison d'une étoile de bronze par récompense supplémentaire et d'une étoile d'argent toutes les cinq étoiles de bronze,,.

NOAA Corps Sea Service Deployment Ribbon.
Navy Reserve Sea Service Ribbon.

## Récipiendaires notables
- Jason Dunham
- Dale Dye